# Bruce Bickford
Bruce Bickford (Seattle, 11 de febrer de 1947 - 28 d'abril de 2019) va ser un artista, animador i cineasta estatunidenc que va treballar principalment en animació de plastilina i fang. Del 1974 al 1980 va col·laborar amb Frank Zappa a Los Angeles. Les animacions realitzades per Bickford van aparèixer àmpliament en els videoclips de Frank Zappa «Baby Snakes» i «The Dub Room Special». Zappa també va llançar un videoclip titulat «The Amazing Mr. Bickford» que estava compost completament per animacions de Bickford i la banda sonora de la música orquestral de Zappa.

## Biografia
Bruce Bickford va néixer a Seattle el 1947. Va servir al Cos de Marines i va lluitar en la Guerra del Vietnam.
Les animacions de Bickford representen escenes surrealistes basades en la seva visió del món única. Sovint desconnectat de la realitat que l'envolta, l'obra de Bickford és extremadament subjectiva pel seu contingut i conceptes, donant lloc a algunes imatges inquietants i impactants. Gran part del seu treball videogràfic representa transformacions de figures humanes i rostres desfigurats en moviment ràpid, en forma de bèsties estranyes en escenaris estranys amb efectes de càmera impressionants (movent-se dins la pròpia animació stop-motion). La seva vida i la seva obra van aparèixer a la pel·lícula documental biogràfica Monster Road del 2004, dirigida per Brett Ingram.
El 2006 va realitzar Boar's Head / Whore's Bed, una animació de plastilina amb més de 4.500 fotogrames, i Tales of the Green River and Castle 2001, un llargmetratge animat amb formes 3D fetes amb trossos de paper. El 2008 es va publicar Prometheus' Garden, un curtmetratge de 28 minuts completat originalment el 1988. El DVD també inclou Luck of a Foghorn, un documental sobre la creació de l'obra. Bickford va ser el primer convidat a aparèixer al programa de ràdio per internet Pussyfoot.
El 2010, va fer una gira per diverses ciutats europees després d'una invitació de l'Offscreen Film Festival de Brussel·les. El 2015, va realitzar una novel·la gràfica de més de 500 pàgines titulada Vampire Picnic publicada per Fantagraphics Books. L'1 de setembre de 2015 es va presentar en DVD el llargmetratge d'animació Cas'l. La major part de l'animació original s'havia fet del 1988 al 1997. La pel·lícula (o versions anteriors de la mateixa) s'havia projectat anteriorment a diversos festivals de cinema a partir del 2008 amb acompanyament musical en directe.
Bickford va morir el 28 d'abril de 2019 a causa d'una aturada cardíaca a l'edat de 72 anys.

## Filmografia
- 1964/65 – Animated model cars and crude clay figures on 8mm film. 10 minuts.
- 1969 – Tree clay animation. 2.5 minuts.
- 1970 – Clay battle scene with more detailed figures. 2.5 minuts.
- 1971 – Last Battle on Flat Earth clay animation. 4 minutes.
- 1972 – Castle stuff and bar room scene. clay animation. 15 minuts.
- 1973 – Start of the Quest clay animation short. 3 minutes.
- 1974 – Little Boy in School (featuring Gus Reeves as a child) clay animation short. 4 minuts.
- 1974 – A Token of His Extreme (Frank Zappa)
- 1979 – Baby Snakes (Frank Zappa)
- 1982 – The Dub Room Special (Frank Zappa)
- 1987 – Video From Hell and The Amazing Mr. Bickford (Frank Zappa)
- 1988 – Prometheus' Garden. 27 minuts.
- 2004 – Monster Road
- 2008 – Prometheus' Garden DVD
- 2015 – Cas'l